# Station Porsgrunn
Station Porsgrunn is een spoorwegstation in Porsgrunn in Telemark in  Noorwegen. Het oorspronkelijke station was van 1882 en ontworpen door Balthazar Lange. Het huidige gebouw dateert uit 1960. Porsgrunn ligt aan Vestfoldbanen. Sinds 1917 wordt het station ook gebruikt voor Bratbergbanen.

## Geschiedenis

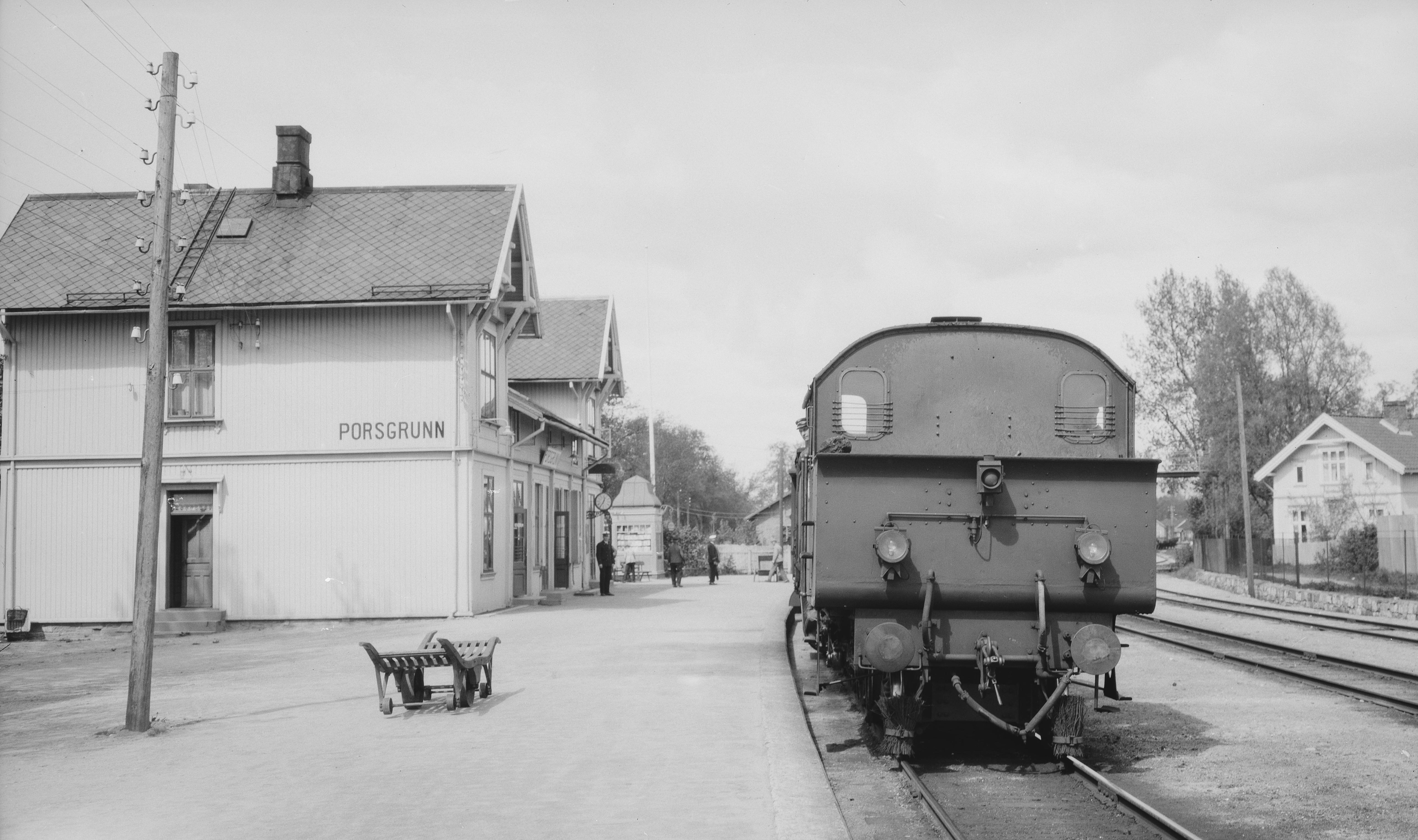
Het eerste station

Porsgrunn kreeg in 1882 een station aan de toenmalige Jarlsbergbanen. Het ontwerp van Lange was gebaseerd op de stations aan de Østfoldbanen, ontworpen door Peter Andreas Blix. Het houten gebouw werd in 1960 vervangen door een nieuw station in baksteen. 
Na de aanleg van dubbelspoor tussen Drammen en Porsgrunn, gereed in 2025, zal het belang van het station toenemen. Het aantal treinen naar Oslo wordt dan verdubbeld. Mocht ook Grenlandsbanen worden aangelegd dan zou dat het einde kunnen betekenen voor het huidige station.   

## Verbindingen
Porsgrunn wordt bediend door regiotreindienst RE11 tussen Skien en Eidsvoll via Oslo. Volgens de dienstregeling 2023 van Vy rijdt er dagelijks een trein per uur met in de ochtendspits extra treinen in de richting Oslo en in de avondspits extra treinen vanuit Oslo. 
Daarnaast rijdt de lokale trein R55 van Porsgrunn naar Notodden. Deze lijn geeft in Nordagutu aansluiting op Sørlandsbanen. De trein rijdt alleen op werkdagen. 